# (4358) Lynn
(4358) Lynn est un astéroïde de la ceinture principale.

## Description
(4358) Lynn est un astéroïde de la ceinture principale. Il fut découvert le 5 octobre 1909 à Greenwich par Philip Herbert Cowell. Il présente une orbite caractérisée par un demi-grand axe de 2,61 UA, une excentricité de 0,17 et une inclinaison de 13,1° par rapport à l'écliptique.

## Compléments